# Šárka Ullrichová
Šárka Ullrichová (* 10. prosince 1974 Turnov) je česká herečka.
Po střední škole šla na DAMU, kde napoprvé složila zkoušky a školu úspěšně vystudovala. Dále hrála v mnoha českých divadlech. První možnost zahrát si ve filmu dostala už coby čtrnáctiletá slečna a debutovala v úspěšném dětském filmu Nefňukej, veverko! (1988). Nejvýraznější roli získala v seriálu Ulice, kde si zahrála feťačku Zuzanu Hrubou. Dlouhé roky podléhala alkoholové a drogové závislosti, pak podstoupila ústavní léčbu.

## Filmografie
- Hezké chvilky bez záruky – 2006
- Škola Na Výsluní – 2006
- On je žena! – 2005
- To nevymyslíš! – 2005
- Ulice – 2005
- Nadměrné maličkosti: Muž, kterého chtějí – 2004
- Pojišťovna štěstí – 2004
- Jak básníci neztrácejí naději – 2003
- Nezvěstný – 2003
- O svatební krajce – 2003
- Strážce duší – 2003
- Help For You – 2001
- Tom v kozí kůži – 1999
- Kouzelnice – 1997
- O třech ospalých princeznách – 1997
- Dům poslední radosti – 1996
- Artuš, Merlin a Prchlíci – 1995
- Hříchy pro diváky detektivek – 1995
- Houpačka – 1990
- Nefňukej, veverko! – 1988